# Ernie Copland
Ernie Copland, né le 15 avril 1927 et mort le 16 décembre 1971, est un footballeur écossais des années 1950.

## Biographie
Ernie Copland évolua comme attaquant. Il fit partie des joueurs sélectionnés écossais pour la Coupe du monde de football 1954, en Suisse, mais il ne joua aucun match. L'Écosse fut éliminée au premier tour. De plus, il ne connut aucune sélection avec la Tartan Army.
Il joua dans trois clubs écossais (Arbroath, Dundee FC et Raith Rovers), ne remportant aucun titre. 

## Clubs
- 1948–1950 :  Arbroath
- 1950–1951 :  Dundee FC
- 1951–1958 :  Raith Rovers